# Kowai River (Hurunui District)
Der Kowai River, oft auch fälschliche Kowhai River geschrieben, ist ein Fluss im Hurunui District der Region Canterbury auf der Südinsel von Neuseeland.

## Geographie
Der Kowai River wird durch den Zusammenfluss der beiden Flüsse Kowai River North Branch und Kowai River South Branch nordöstlich des Ortszentrums von Leithfield gebildet. Bis zu seiner Mündung in die Pegasus Bay und damit in den Pazifischen Ozean misst der Kowai River rund 1,7 km Flussverlauf.
Die beiden Zuträger des Flusses kommen auf folgende Längen und Quellgebiete:
- Kowai River North Branch, 25 km, Quelle: 43° 7′ 47″ S, 172° 32′ 41″ O[3][2]
- Kowai River South Branch, 26 km, Quelle: 43° 6′ 58″ S, 172° 32′ 56″ O[4][2]